# Боль, Штеффен
Штеффен Боль (нем. Steffen Bohl; род. 28 декабря 1983, Бад-Дюркхайм) — немецкий футболист, полузащитник.

## Клубная карьера
Будучи главным игроком «Вайнгартена», Боль получил приглашение в «Кайзерслаутерн II» из Региональной лиги «Юг». Он сыграл в двух последних матчах за «основную команду» в Бундеслиге, прежде чем команда вылетела во Вторую Бундеслигу. В следующем сезоне он стал игроком стартового состава «красных дьяволов» и забил шесть голов. Ему удалось помочь клубу избежать поражения от «Кобленца», когда он сделал дубль, а матч завершился победой со счётом 4:3.
После сезона 2007/08 Боль покинул «Кайзерслаутерн» и присоединился к «Аалену» из Третьей лиги. 2 июня 2009 стал игроком «Веена», но в январе 2011 перешёл в состав «Айнтрахта». Клубу из Брауншвейга помог дважды повыситься в классе: в 2011 году из Третьей лиги во Вторую Бундеслигу и в 2013 году из Второй Бундеслиги в Бундеслигу. Однако его контракт с немецким клубом не был продлён после сезона 2012/13.
В сезоне 2014/15 подписал контракт с «Дуйсбургом».
16 июля 2016 стал игроком «Эльферсберга».